# Степове (Водянська сільська громада)
Степове (до 2016 року — Петрівське) — село в Україні, у Водянській сільській громаді Василівського району Запорізької області. Населення становить 33 осіб.

## Географія
Село Степове знаходиться на лівому березі річки Білозерка, вище за течією на відстані 2,5 км та на протилежному березі розташоване село Новопетрівка.

## Історія
- 1963 — дата заснування.